# それいけ! 平安部
『それいけ! 平安部』（それいけ へいあんぶ）は、宮島未奈による日本の小説。

## 概要
県立高校に入学したばかりの女子高生の二人が「平安部」を創設し、部員たちと平安時代の魅力を追い求めながら青春を謳歌する物語。

Webマガジン『STORY BOX』（小学館）2024年4月号から2025年2月号まで連載され、加筆・改稿を行い2025年4月16日に同社から単行本が刊行された。
単行本の第4刷は季節限定カバーで安以加たちの制服が夏服に衣替えされている

## 制作背景
編集者との打ち合わせで「部活もの」の物語を書くことが決まった著者の宮島は、既視感のある題材ではなく、自分にしか書けない独自の視点から物語を立ち上げようと構想をスタートさせた。その際にインスピレーションを受けたのが、学生時代に読んだギャグマンガ『セクシーコマンドー外伝 すごいよ!!マサルさん』で、奇妙で自由な部活動が展開するこの作品から、平安部の原型が生まれた。
部活のテーマを「平安時代」に決めたのは、特別な理由があったわけではなく、まさに「思いつき」であったが、決まったからにはしっかり調べようと宮島自身も資料を読み、京都の博物館などを訪れて取材を重ねた。そうした体験を物語にも自然に取り込むことで、登場人物と一緒に平安時代を学んでいくような構成に仕上げた。
物語の核となるのは、5人の部員たちが互いを尊重し合い、協力しながら活動していく関係性で、宮島は「1人でも欠けたら成立しない部活」を理想の形として描いており、誰か一人が主人公というよりも、全員を大切な存在として物語に登場させ、作品全体に清々しさと温かみを与えている。
高校時代を「大嫌いだった」と語る宮島にとって、本作は「こういう部活があったらよかったのに」という願いを形にした作品で、自らの実体験は直接反映されていないものの、思春期に感じた感情や空気感を丁寧にすくい上げ、青春の一瞬を描き出している。今の10代にとって、優しくて少し不思議な、でもどこかリアルな物語となることを願っており、宮島は本作の特設サイトに次の直筆コメントを寄せている。

## あらすじ
菅原高校の入学式当日、新入生の牧原栞は同じクラスの平尾安以加に「平安の心」を学ぶ「平安部」を作りたいと誘われる。部活動として認められるために5人以上の部員が必要なため、ふたりは部員集めを始め、正式な部活としてのスタートを目指す。

## 登場人物

### 平安部
菅原高校部室棟1階の端、105号室が部室。
平尾 安以加（ひらお あいか）
1年5組。書道師範・平尾一郎の孫で達筆。つやつやのロングヘア。菅原北中出身。
入学式当日、平安の心をまなぶ「平安部」を設立しようと栞を誘う。部活初日に部長になる。
牧原 栞（まきはら しおり）
1年5組。本作の語り手。のっぺりした顔で色白。森富中出身。
中学で「平安時代にモテた顔」といじった社会科教師に反論して以来、周囲にご意見番キャラと認識される。
そのため平安時代が大嫌いであったが、安以加に勧誘され平安部に入部する。安以加から赤染衛門にそっくりといわれる。
大日向 大貴（おおひなた だいき）
1年2組。アルバイトをメインに考え楽な部活を希望しており、栞と安以加から勧誘され平安部に入部する。
中学まではずっと補欠ながらサッカー部で、リフティングが得意。Xのカウントが本名。光吉からひなちゃんと呼ばれる。
明石 すみれ（あかし すみれ）
2年1組。百人一首部の幽霊部員。ショートカットで普通体型の健康そうな女子。菅原中出身。
競技かるたには興味はないが百人一首に興味があり、安以加の勧誘で平安部に入部する。コミュ力が高い。
光吉 幸太郎（みつよし こうたろう）
2年3組。安以加の幼なじみで、小学生のころ平尾書道教室に通っていた。物理部だったが安以加の平安部への勧誘にすんなりと応じる。
オーラがあるイケメンだが、発言が小学生。周りから光吉さん、安以加や近隣の小学生からからは幸太郎と呼ばれている。

### 第一章
瑞希（みずき）
栞の同級生。小中学からの友人で、栞は彼女のほうがスクールカーストで上位と見なしている。
藤原 早紀子（ふじわら さきこ）
菅原高校1年5組の担任教師。数学教師。
数学研究部の顧問だが、平安部の顧問も名前を貸すだけと消極的ながら引き受ける。
八木（やぎ）
1年5組。安以加から平安部に誘われるがサッカー部に入部するので断る。
その代わりに中学の同級生だった大日向を紹介してくれる。
教頭
かっちりセットした髪に紺のスーツ。ダンディ。新しい部の設立には5人以上必要で、4人以下は同好会と栞たちに教える。
平安部設立の届け出に、歴史研究部の平安時代専門班でもいいのではと提案する。
原 涼子（はら りょうこ）
歴史研究部の部長。3年3組。明らかにスクールカースト上位を思わせる女子。
部内で平安時代班として活動したいという栞たちの希望に難色を示し、同好会での活動を勧める。

### 第二章
栞の母
栞曰く、栞とは感覚が合わず、一緒にお笑い番組を見ていても違うところで笑う。
牧原 泉（まきはら いずみ）
栞の3歳年下の妹。森富中学1年。バスケ部。

### 第三章
うろこぐま / 田中 麻里奈（たなか まりな）
菅原高校文芸部OG。20代後半の既婚者。赤いフレームの眼鏡をかけたハイテンションな女性。
アルバイトとイラストで収入を得ており、Xに投稿するイラストでときどきバズっている。
なると丸
菅原高校文芸部OG。麻里奈の高校時代の同級生。上京しており投稿サイトで小説を書いている。
「ご自慢のママチャリで坂道を下っていたらいつのまにか転生していた件」（チャり転）の作者。
平尾 一郎（ひらお いちろう）
安以加の祖父。平尾書道教室の師範。雅号は鷲嶺（しゅうれい）。
眼鏡に作務衣姿。身長は安以加と同じくらいで150センチあるかないか。

### 第四章
酒井（さかい）
京都府立 白虎高校2年生。歴史研究部の部長。
京都で開催された「平安蹴鞠選手権」決勝トーナメント1回戦で平安部と対戦する。
西垣（にしがき）
白虎高校 歴史研究部。去年、「平安蹴鞠選手権」に出場しようと呼びかけた。
みほ
白虎高校 歴史研究部。仏像マニア。

### 第五章
松崎（まつざき）、太田（おおた）
菅原高校新聞部の2年生の女子二人組。平安部を取材する。
澤井（さわい）
菅原高校演劇部の部長。黒縁眼鏡の女子。文化祭で演劇部の芝居に光吉を貸してほしいと平安部に交渉する。
加藤（かとう）
菅原高校演劇部の女子部員。文化祭での演目「古典おーるすたーず＠菅原高校」の脚本担当。
光吉の母
平安部が文化祭で使う畳や屏風を安以加の家から運ぶのに車を出してくれる。
光吉からは「母（かあ）ちゃん」と呼ばれている。

## 用語
菅原市（すがわらし）
物語の舞台となる架空の地方都市。京都まで190キロの位置に所在し、菅鉄（すがてつ）と呼ばれる鉄道が敷かれている。小高い丘の上には市立の歴史博物館があり、海岸もある。菅原本町の商店街はかつては栄えていたが今ではシャッター商店街で、県道沿いのイオンが一大ショッピングスポット。
菅原高校（すがわらこうこう）
物語の舞台となる安以加や栞たちが通う菅原本町にある公立高校。最寄り駅は菅鉄の菅原本町駅。
森富町（もりとみちょう）
菅原市に隣接する栞や彼女の家族が住む小さな町。栞の父が勤める大企業の工場があるために合併せずに残っている。

## 書誌情報
- 単行本：小学館、2025年4月16日発売[2]、ISBN 978-4-09-386753-5

| タイトル                     | 初出 |
| ---------------------------- | --- |
| 第一章 平安部って、何やるの? | 『STORY BOX』（小学館） 2024年4月号[6]、 6月号[7]、8月号[8]、10月号[9]、12月号[10]、2025年2月号[11][注 5] |
| 第二章 俺たち初期メンじゃん  | 『STORY BOX』（小学館） 2024年4月号[6]、 6月号[7]、8月号[8]、10月号[9]、12月号[10]、2025年2月号[11][注 5] |
| 第三章 それじゃ、また来週    | 『STORY BOX』（小学館） 2024年4月号[6]、 6月号[7]、8月号[8]、10月号[9]、12月号[10]、2025年2月号[11][注 5] |
| 第四章 受けて立ちます        | 『STORY BOX』（小学館） 2024年4月号[6]、 6月号[7]、8月号[8]、10月号[9]、12月号[10]、2025年2月号[11][注 5] |
| 第五章 きっとうまくいくよ    | 『STORY BOX』（小学館） 2024年4月号[6]、 6月号[7]、8月号[8]、10月号[9]、12月号[10]、2025年2月号[11][注 5] |
| 第六章 それいけ!平安部       | 『STORY BOX』（小学館） 2024年4月号[6]、 6月号[7]、8月号[8]、10月号[9]、12月号[10]、2025年2月号[11][注 5] |

## オーディオブック

### Audible版
2025年7月11日よりAudibleにて村上麻衣が朗読するオーディオブックが配信されている。